# Sint-Johanneskerk (Gdańsk)
De Sint-Johanneskerk (Pools: Kościół św. Jana) is een rooms-katholiek kerkgebouw in de Rechtsstad, een stadsdeel van de Poolse stad Gdańsk (voorheen Danzig). De kerk heeft een dubbel patrocinium van Sint-Jan de Evangelist en Sint-Jan de Doper. Na jaren van verval en verwaarlozing is de Johanneskerk een van de laatste grote monumenten van de stad die na de verwoestingen van de Tweede Wereldoorlog in het kader van de wederopbouw wordt gerestaureerd.

## Geschiedenis

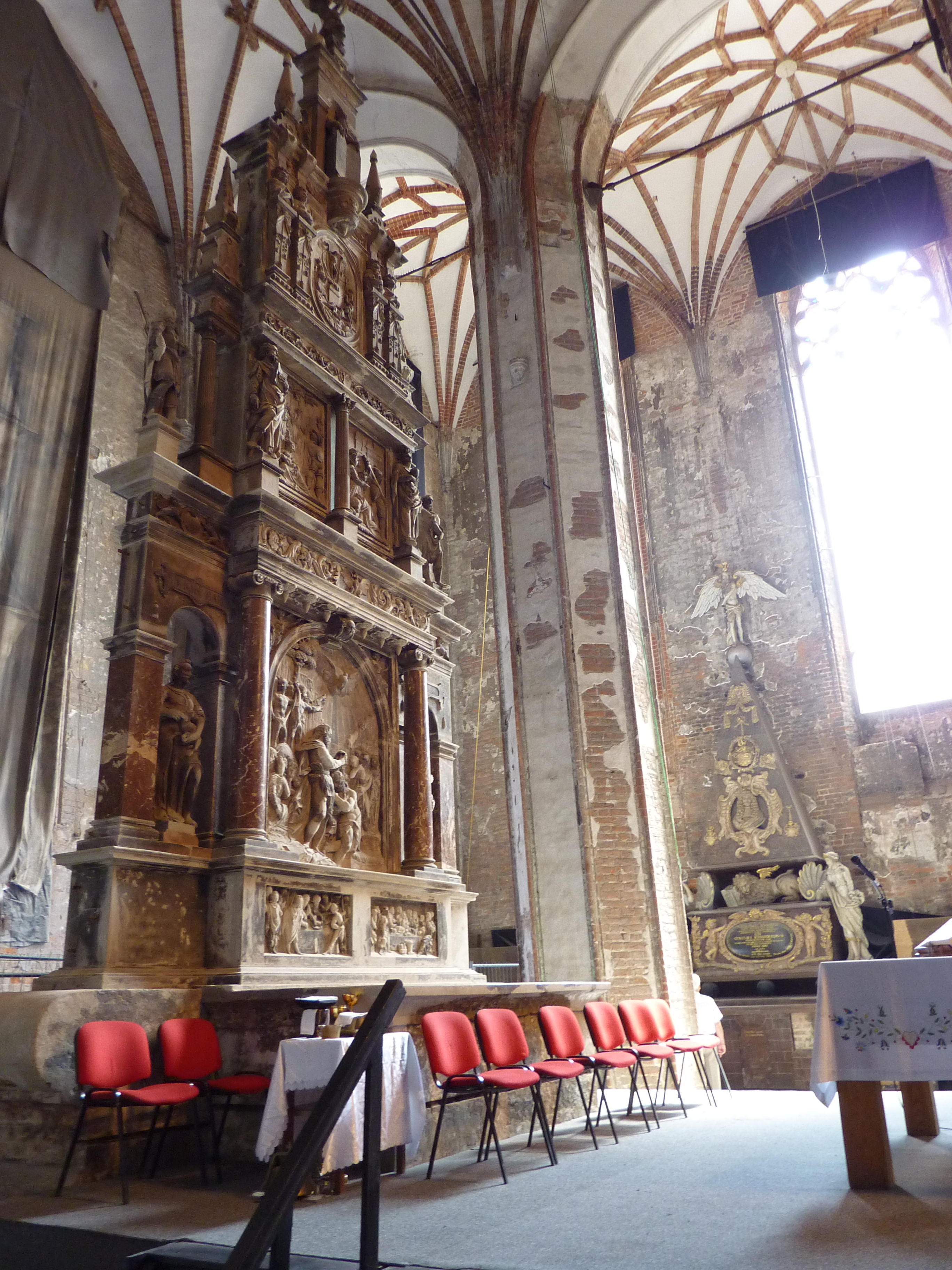
Het renaissance altaar (1599-1612)

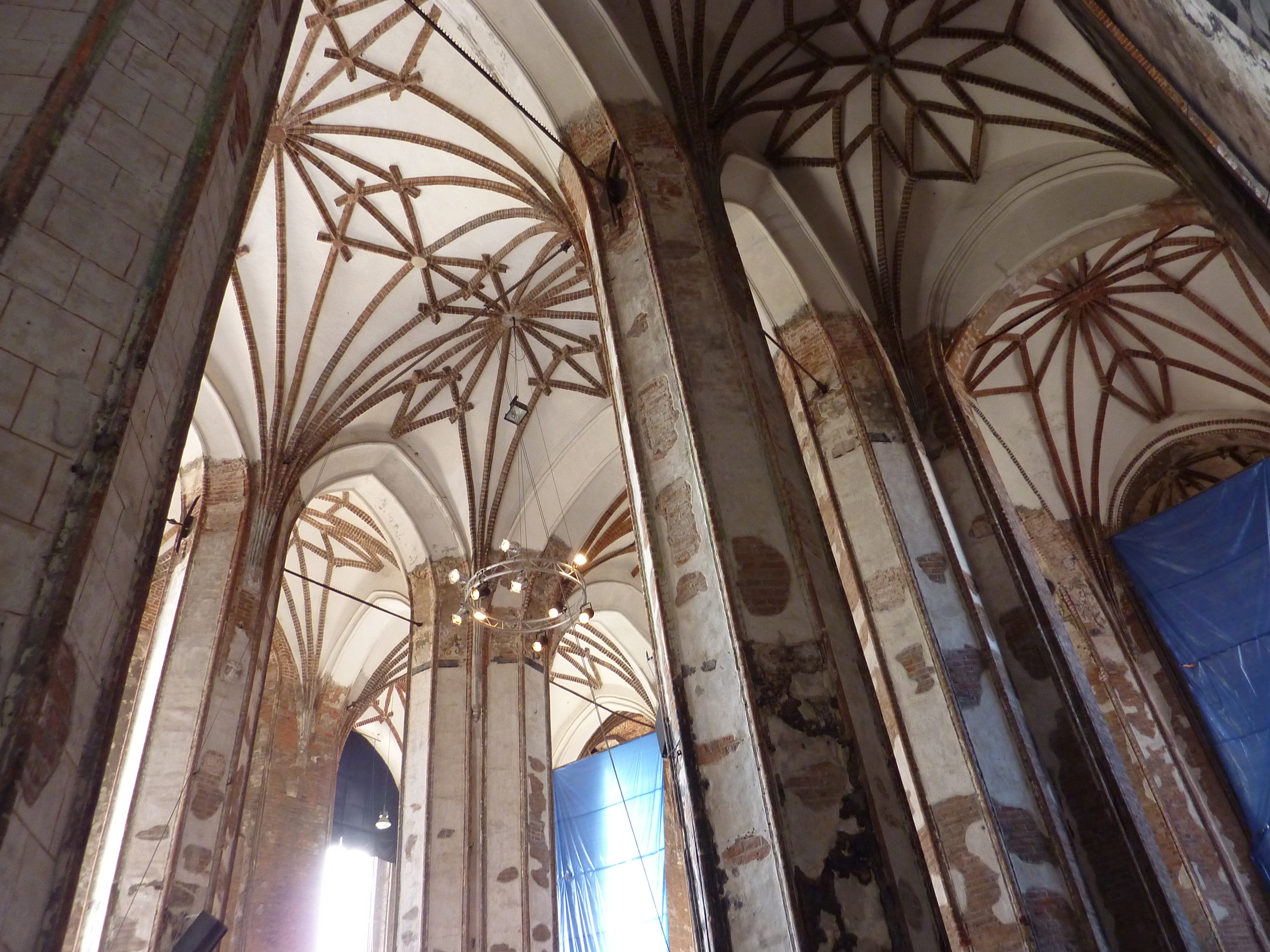
Stergewelven

Met de bouw van de huidige kerk werd in 1377 begonnen op de plaats van een in 1353 opgerichte houten Johanneskapel.
- Tot 1415 ontstonden het westelijke kerkschip, het dwarsschip met de viering en het eenschepige presbyterium.
- In de jaren 1450-1463 volgde de verhoging van het kerkschip, aan het koor werden zijschepen toegevoegd.
- In 1453 was men van plan de toren te verhogen, hetgeen pas na de Dertigjarige Oorlog werd uitgevoerd. De vertraging werd veroorzaakt door de ridders van de Duitse Orde, die geen hoge gebouwen in de nabijheid van hun burcht dulden.
- Het stergewelf werd in de jaren 1463-1465 aangebracht.
- Gedurende de 15e en 16e eeuw werden er door gilden, patriciërs en broederschappen in totaal 13 altaren gesticht.
- De kerk werd in 1559 een protestants Godshuis.
- Door een zwakke fundering en ook omdat men de doden bij de kerk tot acht lagen diep begroef verloor het gebouw aan stabiliteit waardoor de oostelijke muur van de kerk dreigde in te storten. Daarom werden in 1679 er aan de oostelijke muur steunberen gebouwd.

Elke beuk van de kerk heeft een eigen kap; de lengte van de kerk is 55,10 meter, de breedte 20,18 meter. De toren heeft vier verdiepingen en is 47 meter hoog.

## Verwoesting en herbouw
Om het monumentale kerkmeubilair te redden werd in de jaren 1943-1944 het waardevolle en te ontmantelen interieur elders opgeslagen. In het voorjaar van 1945 brandde de kerk tijdens oorlogshandelingen net als veel andere gebouwen in de Rechtstad grotendeels uit, maar de muren bleven staan. De Johanneskerk kreeg een nooddak om de stergewelven te beschermen en diende als opslagplaats voor de in de ruïnes van de stad aangetroffen fragmenten van sculpturen, die na identificatie weer gebruikt werden bij de wederopbouw van de stad. Ook bij de herbouw van de aangrenzende patriciërshuizen diende de kerk als opslagplaats. Voor religieuze doeleinden werd het gebouw niet meer gebruikt. Vanaf 1965 vond geleidelijke herbouw plaats, maar van binnen bleef het gebouw een ruïne. In de jaren 1980 werden de gewelven hersteld. Op mei 1986 stortte een pijler in het noordelijke schip in. De pijler werd gereconstrueerd, maar de vijf andere pijlers werden vervolgens met beton bekleed. De Johanneskerk werd in 1991 weer overgedragen aan de katholieke kerk. Op grond van een overeenkomst heeft het aartsbisdom Gdańsk de kerk ter beschikking gesteld aan het Oostzee-Cultuurcentrum (Nadbałtyckie Centrum Kultury). Het cultuurcentrum zet het herstel van de kerk verder voort en organiseert er culturele voorstellingen. Op zondagen worden er heilige missen in de talen Pools, Duits en Kasjoebisch gevierd.

## Interieur
Veel kunstwerken bevinden zich nog in andere kerken van Gdańsk, vooral in de Mariakerk, maar stapsgewijs keren ze terug naar de Johanneskerk. Het 12 meter hoge, aan Johannes de Doper gewijde, renaissance hoogaltaar werd gemaakt van grijze zandsteen en bruin marmer in de jaren 1599-1612 door Abraham van den Blocke. Het tegenwoordig gerestaureerde altaar verving na de reformatie het grote aantal oude altaren. De kerk bezit voorts nog een aantal fraaie epitafen. De orgelkas van het in de jaren 1625-1629 gebouwde grote orgel bevindt zich tegenwoordig in de Mariakerk.